# Omnívoro

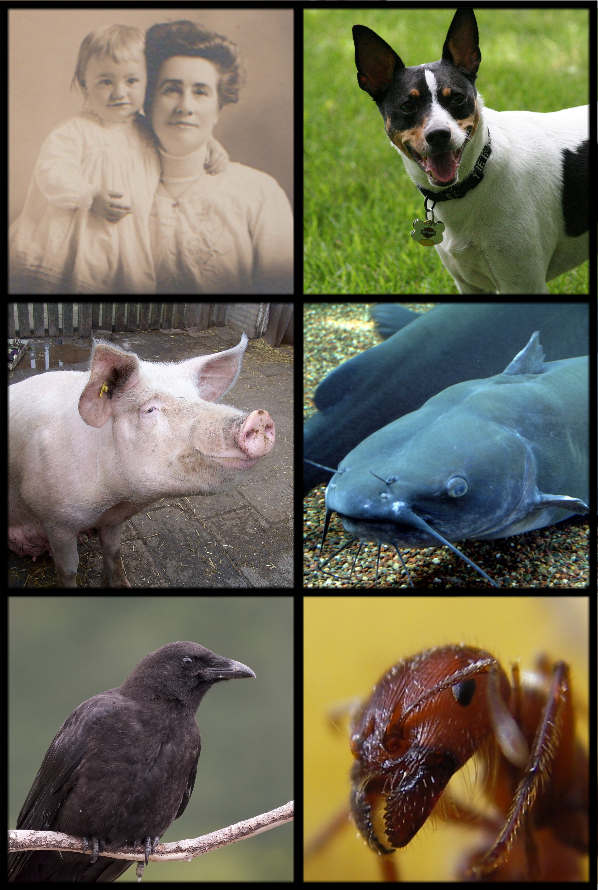
Exemplos de onívoros. Da esquerda para a direita: humano, cão, porco, peixe-gato, corvo americano, formiga

Os omnívoros (português europeu) ou onívoros (português brasileiro) são os animais com capacidade para metabolização de diferentes classes alimentícias, com uma dieta alimentar menos restrita que a dos carnívoros ou herbívoros. Normalmente são predadores, mas têm o aparelho digestivo adaptado a metabolizar diferentes tipos de alimentos. 
Os mamíferos que são omnívoros, por exemplo, têm dentes caninos menos desenvolvidos que os carnívoros e os incisivos e molares menos complexos que os herbívoros. Onívoros também utilizam mecanismos diferentes para as funções de absorção e digestão, sendo na sua maioria oportunistas capazes de consumir — e consomem — produtos de origem animal e vegetal, assegurando assim uma boa saúde a longo prazo, assim como boa fertilidade.
Citações sobre as características dos omnívoros já se encontravam em obras mais antigas, como o Compendio de Veterinaria ou Medicina dos Animaes Domesticos, de 1852:
Os omnívoros podem sofrer longa abstinência sem grande alteração na sua saúde, e tem-se observado que o cão ou o gato vive de vinte a trinta dias sem comer, ao passo que o cavalo ou o boi não pode resistir por mais de seis a oito dias a uma abstinência absoluta. (...) Grande abstinência de alimentos produz efeitos diversos nos herbívoros e omnívoros: os primeiros tornam-se tristes, abatidos e prostrados de forças; os segundos furiosos, chegando até a manifestar sinais de raiva.
Exemplos de omnívoros da classe Mammalia são: ser humano, chimpanzé, urso, morcego, rato, lobo-guará e suricato.

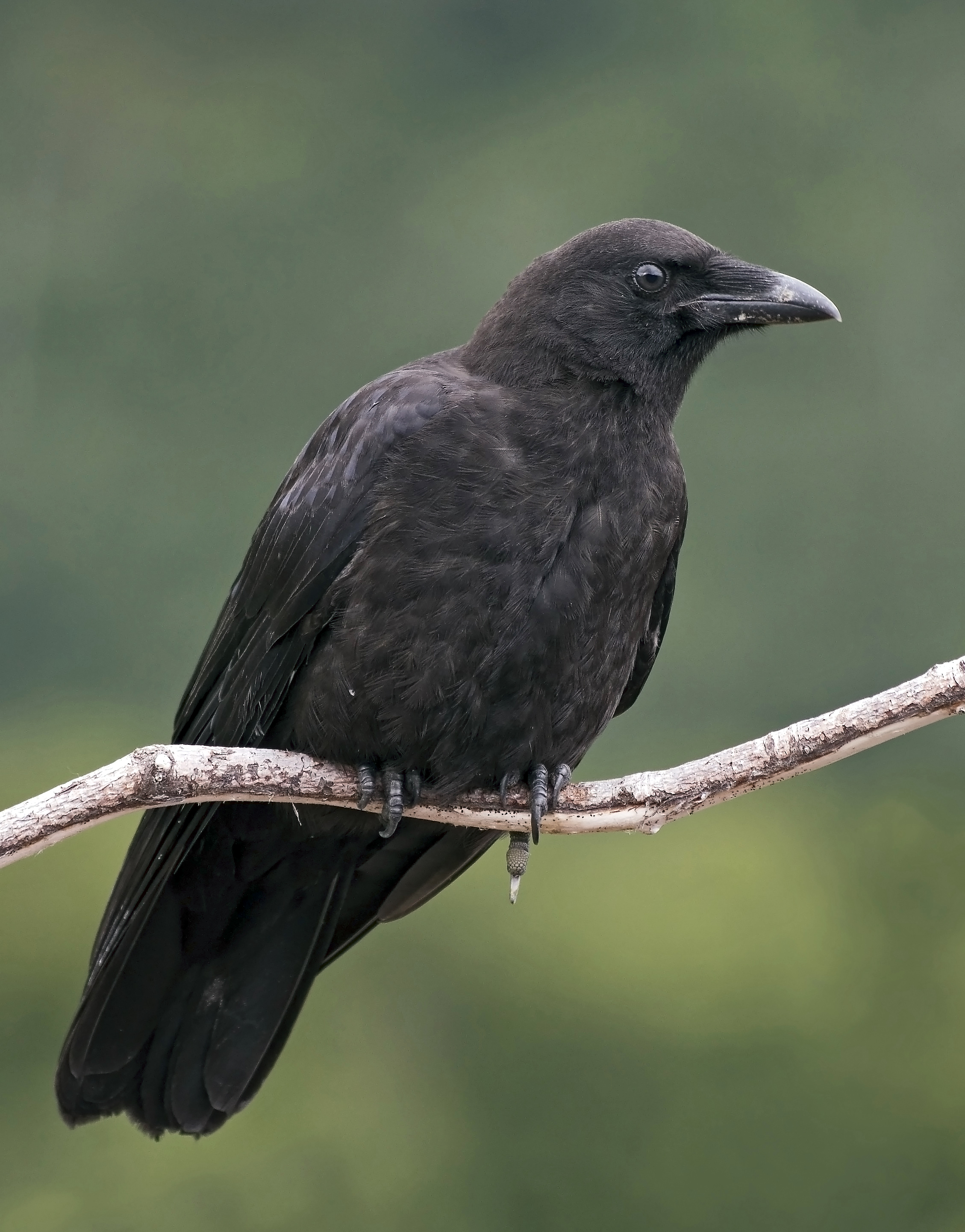
Corvo
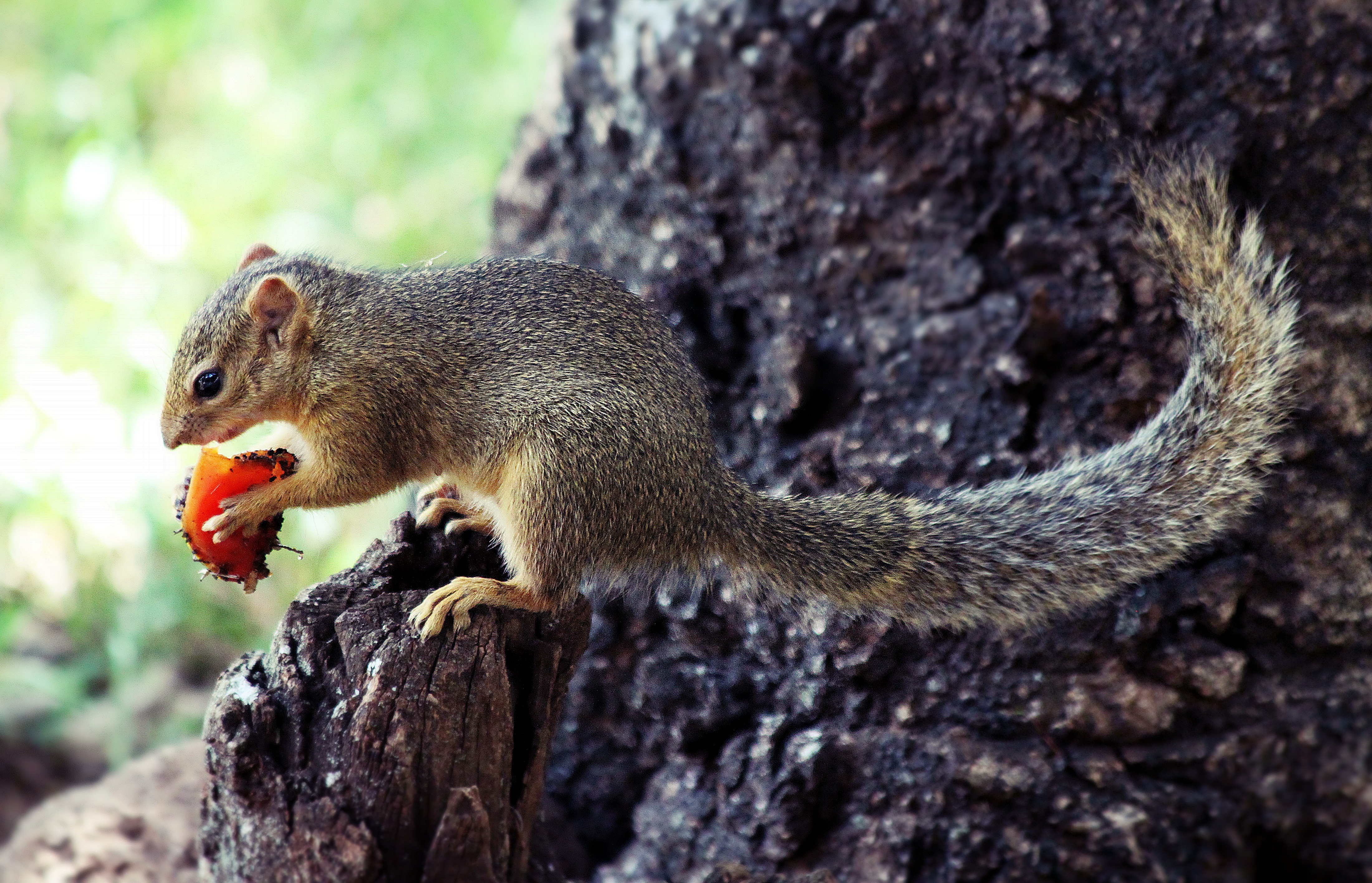
Esquilo
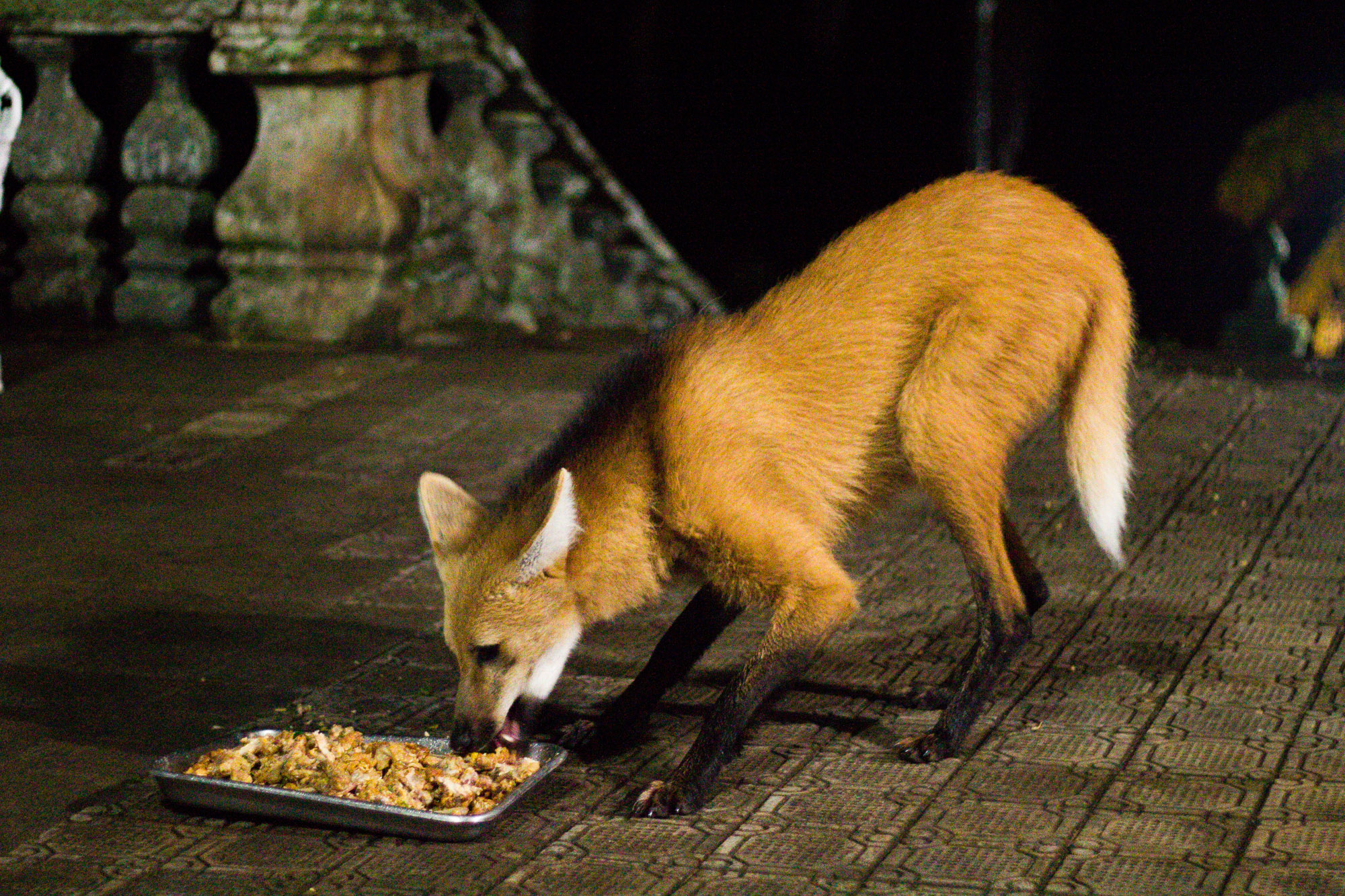
Lobo-guará
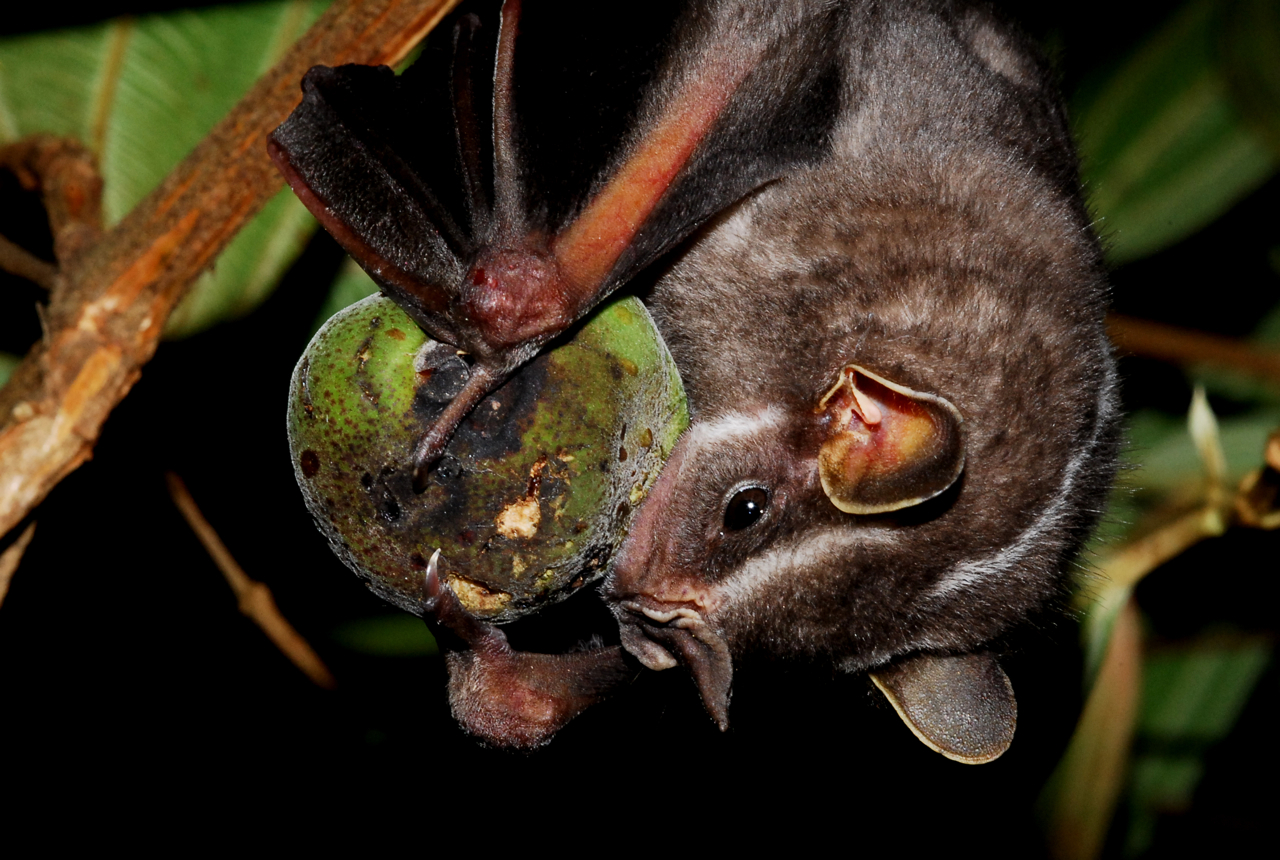
Morcego
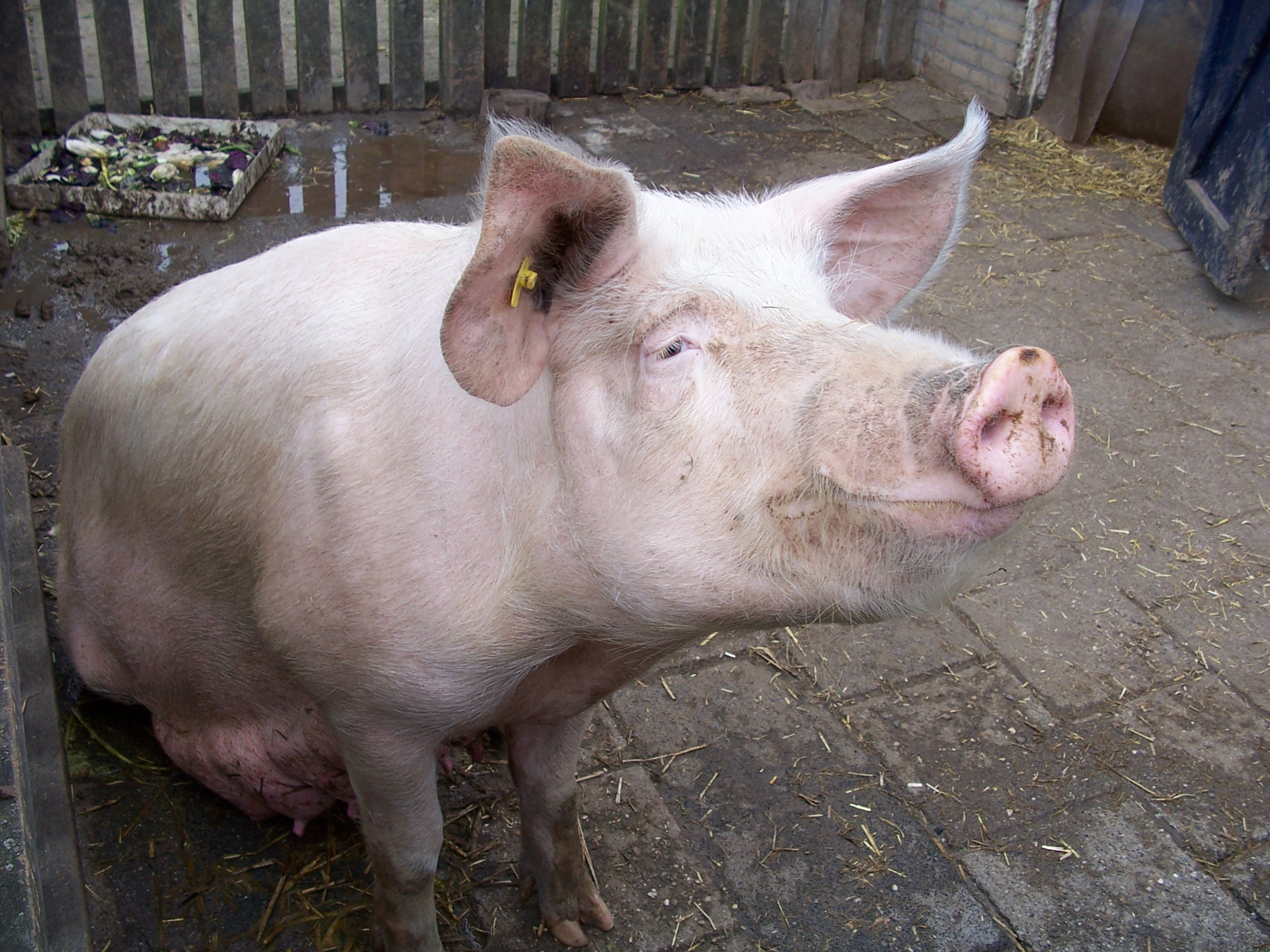
Porco
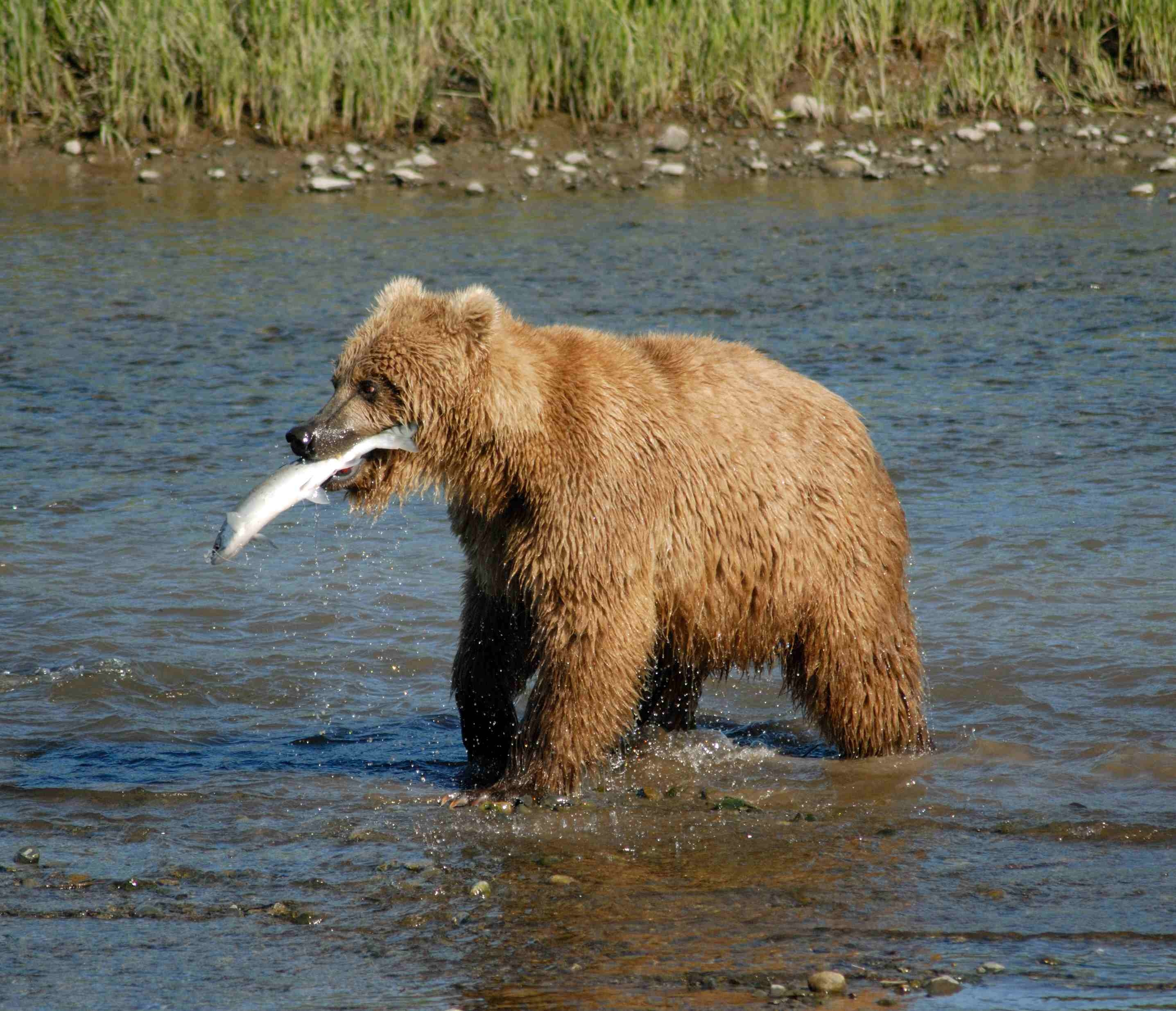
Urso
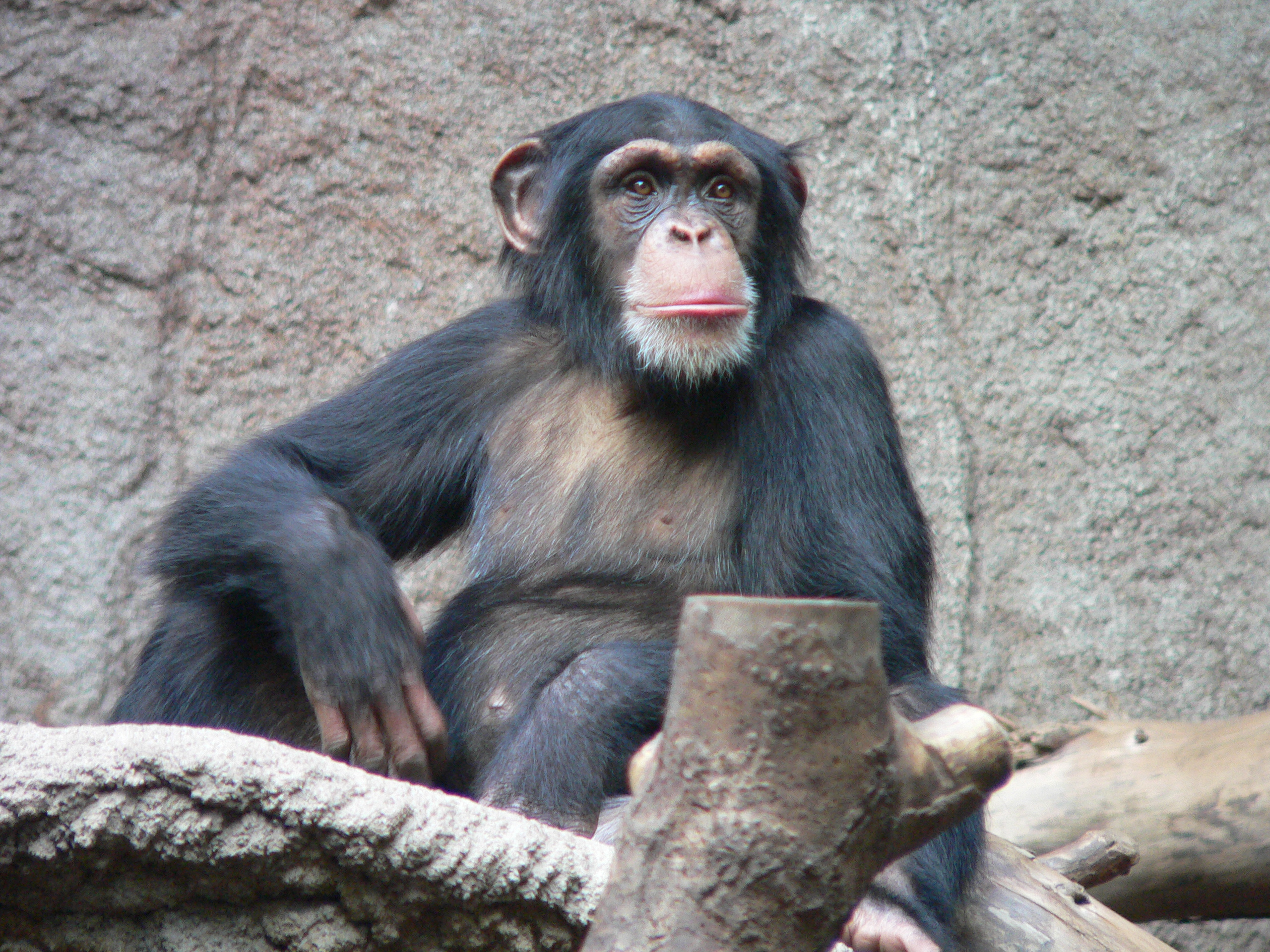
Chimpanzé